# August Derleth
August William Derleth, född 24 februari 1909 i Sauk City i Wisconsin, död 4 juli 1971 i samma stad, var en amerikansk författare och antolog.
Han var son till William Julius Derleth och Rose Louise Volk, som under sin levnad var bosatta i Sauk County, Wisconsin, USA. Vid 16 års ålder sålde han sin första berättelse till tidningen Weird Tales. Under hela sin studietid vid University of Wisconsin-Madison författade han berättelser. 1930 gick han ut med en filosofie kandidatexamen. Vid denna tid arbetade han även som redaktör för tidskriften Mystic Magazine.
Derleth var vän med skräckförfattaren H. P. Lovecraft och när Lovecraft skrev om "le Comte d'Erlette" i sina berättelser var det en hyllning till Derleth (smeknamnet uppfanns dock av Robert Bloch). När Lovecraft avled skrev Derleth nya berättelser baserade på idéer och enstaka textfragment ur Lovecrafts anteckningsbok och publicerade dem i Weird Tales och senare i bokform. Det var då han myntade termen Cthulhu-mytologin (Cthulhu Mythos) för att beskriva Lovecrafts påhittade mytologi som verkade ligga bakom hans skönlitterära verk. Derleth lät mytologin bli mer lik hans kristna uppfattning av striden mellan det goda och onda, samt införde fler gudar och varelser, som många andra författare gjort tidigare. Många menar att detta inte stämmer överens med Lovecrafts arbeten som inte handlade om striden mellan det goda och onda utan snarare behandlade människans meningslösa existens i relation till universum.
År 1939 grundade Derleth bokförlaget Arkham House tillsammans med Donald Wandrei. Namnet är hämtat från den påhittade staden Arkham, Massachusetts, som Lovecraft ofta lät sina berättelser utspela sig i. Samma år som bokförlaget grundades gav de ut en stor samling som innehöll de flesta kända noveller av Lovecraft. Senare bestämde sig Derleth och Wandrei att utöka bokförlagets utgivningar och gav 1941 ut boken "Someone in the Dark", som var en samling av Derleths egna skräckberättelser. Samtidigt tog Derleth anställning som skönlitterär redaktör för nyhetstidningen The Capital Times i Madison, Wisconsin, vilket han fortsatte som ända fram till 1960.
6 april 1953 gifte sig Derleth med Sandra Evelyn Winters. De skildes dock sex år senare och han fick då vårdnaden om deras två barn, April Rose och Walden William. 1960 blev han redaktör och utgivare för tidskriften Hawk and Whippoorwill som behandlade dikter om människan och naturen.
Derleth avled 4 juli 1971 och begravdes i S:t Aloysius kyrkogård i Sauk City, Wisconsin. Vid sin död hade han skrivit fler än 150 noveller och 100 böcker. Bland dem finns flera noveller om en engelsk detektiv vid namn Solar Pons som hade stora likheter med Sherlock Holmes. Derleth skrev även under pseudonymerna Stephen Grendon, Kenyon Holmes och Tally Mason.